# Claes Rålamb (riksråd)

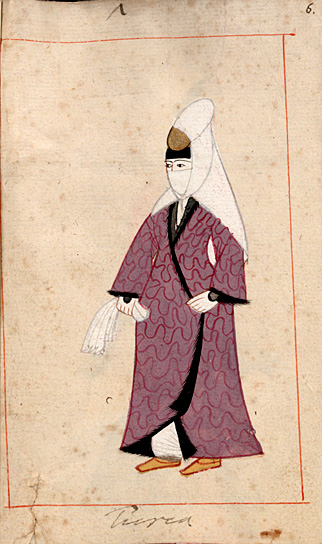
Turkisk kvinna. Från den rålambska dräktboken.

Claes Rålamb, född 8 maj 1622 i Stockholm, död där 14 mars 1698, var en svensk friherre och ämbetsman. Han var far till Åke Rålamb.

## Biografi

### Tidiga år
Claes Rålamb föddes i Stockholm som son till generalguvernören i Finland Broor Andersson (Rålamb) och Anna Claesdotter Tott. Han inskrevs 1638 vid Uppsala universitet och begav sig därefter på en utrikes resa 1642–1644 där han bland annat besökte Saumur och Paris och var inskriven vid universitetet i Leiden 1642. På hemvägen besökte han fredskonferensen i Osnabrück och fick därefter diplomatiska uppdrag bland annat vid fredsförhandlingarna i Brömsebro 1645. 1644 deltog han första gången vid riksdagen och kom därefter att närvara vid alla svenska riksdagar fram till 1678. Trots sitt första diplomatiska uppdrag fick Claes Rålamb inga fler statliga uppdrag, utan ägnade de närmaste tio åren av sitt liv åt att sköta sina gods och privata studier. Man har gissat att det kan ha berott på en konflikt med drottning Kristina men några belägg för en sådan finns inte. 1655–1660 var han hov- och krigsråd i den Pommerska staten.

### Tiden i Konstantinopel
År 1657 sändes han av Karl X Gustav på ett uppdrag till Konstantinopel. Syftet var att förmå sultanen att vidta ett antal åtgärder som låg i svenskt intresse i samband med det pågående kriget i Polen. Rålamb hade dock inget att erbjuda i utbyte och uppdraget misslyckades därför. Rålamb kom att tillbringa närmare ett år i Konstantinopel och hemförde en dräktbok och förlagor till stora målningar av en av sultanens processioner, som nu hänger på Nordiska museet.

### Senare år
Vid riksdagen 1660 framträdde Rålamb, som ännu inte blivit friherre, som talesman för lågadeln och försvarade deras rättigheter gentemot den titulerade adeln i rangordningsfrågan. Frågan gällde om rangordningen skulle gå efter förtjänst och ämbete eller efter börd. Det senare, som gällde vid tiden, innebar att grevar och friherrar alltid hade högre offentlig rang än den otitulerade adeln, även om en otitulerad adelsman hade högre tjänst. Under mitten av 1660-talet drogs Rålamb in i konflikten mellan Magnus Gabriel De la Gardie och Gustaf Bonde i frågan om Sveriges ekonomiska politik och sällade sig där till Bondes sida. I slutet av 1660-talet kom denna motsättning även att föras över till utrikespolitiken där Rålamb förordade ett närmande gentemot England och Nederländerna medan De la Gardie i stället arbetade för en fortsatt allians med Frankrike. Under 1670-talet växlade han dock åsikt i syfte att försöka vinna inflytande hos den nu myndige Karl XI. År 1674 blev han friherre och var åren 1673–1678 överståthållare i Stockholm. Rålamb var en av stormaktstidens mäktigaste kulturpersonligheter. Han kom dock i slutet av 1670-talet att utmanövreras från det politiska inflytandet kring kungen av Johan Göransson Gyllenstierna och hans anhängare sedan han fört fram förräderianklagelser om Johan och hans bror Jöran Gyllenstierna. Han kom att förflyttas från Stockholm till en post som president i Göta hovrätt. En tjänst som hovrättsråd i Åbo som Rålamb tidigare tilldelats tillträdde han aldrig.

## Ägande
Claes Rålamb ägde bland annat Bysta i Askers socken (Örebro län) och Brogård i Bro samt Länna i Almunge. Han förlorade all sin egendom till följd av reduktionen och enväldets räfstpolitik. Det storslagna Rålambska biblioteket skänktes av Karl XI till Uppsala universitet. Mindre känt är att Rålamb byggde ett stenhus på sin tomt vid Karduansmakargatan i Stockholm på 1660-talet. Det var planerat som ett italienskt palats med en kolonnomgärdad gård enligt en ritning i Granhammarsamlingen i Nordiska museet, tillskrivet Jean de la Vallée. Det kom att byggas i förminskat skick och dess pilasterindelade fasad finns att beskåda än i dag.

## Uppdrag
Mellan åren 1660 och 1664 tjänstgjorde Claes Rålamb som landshövding i Uppland, vilket motsvarar dagens Uppsala län och Stockholms län. År 1664 utnämndes han till Riksråd, ett ämbete han innehade fram till sin död 1682. Samma år blev han även rikskammarråd, en post han innehade till 1673. Därefter verkade han som överståthållare i Stockholm mellan 1673 och 1678.
Från 1678 till 1682 var Rålamb president i Göta hovrätt. År 1674 grundade han Stockholms Auktionsverk, som räknas som världens äldsta auktionshus fortfarande i drift. Under sina senare år innehade han även flera juridiska och diplomatiska uppdrag, däribland som lagman i Norrfinne lagsaga 1680–1682 och som ledamot av den Pommerska huvudkommissionen 1680–1681.